# Guillermo Summers
Guillermo Summers Rivero (Sevilla, 27 de julio de 1941) es un presentador y guionista de televisión español.

## Biografía
Nació en Sevilla en 1941, hijo de Francisco Summers, procurador de las Cortes franquistas así como gobernador civil de Huelva y Granada durante la dictadura franquista.
Es hermano de Manuel Summers (director de cine y humorista español) y tío de David Summers (músico español, vocalista, bajista y compositor de Hombres G), y de Cheyenne Summers (actriz española de doblaje y locución). 
Ingresó en Televisión Española en los primeros tiempos de la cadena, en 1961, colaborando como ilustrador, junto a su hermano, en el programa educativo Escuela TV. En una primera etapa su carrera se desarrolló como guionista de programas muy variados: De la A a la Z (1972), con Manuel Criado de Val, El juego de la foca (1972), Operación torpedo (1974) y la sección El tragabolas dentro del espacio infantil Fiesta, las tres con José Miguel Flores, El monstruo de Sanchezstein (1977-1978) La locomotora (1979) o 003 y medio (1979-1980) estos dos últimos, programas infantiles presentados por Torrebruno.
En 1971 debutó como presentador en el programa Vivir es lo que importa junto a Forges, Chicho Gordillo y Manuel Summers. Pero la gran popularidad le llegaría en 1983 cuando conduce con Ignacio Salas -(con quien ha estado profesionalmente ligado en diferentes proyectos)- y Pastora Vega el programa Y sin embargo, te quiero. 
Más tarde vendrían Segundos fuera (1986), Juegos sin fronteras (1988), La hora del TPT (1988). En 1990 se unió profesionalmente a Susana Hernández para presentar el programa Dos cadenas para ti, un avance de la programación de la siguiente semana, del estilo de Y sin embargo, te quiero o del histórico 625 líneas.
Volverían a emparejarse en sendos programas nostálgicos compuestos por imágenes extraídas del archivo histórico de Televisión Española: Devórame otra vez (1991) y Mitomanía (1995-2001).
Su última incursión ante la pantalla por el momento fue ¡Hagamos el humor! (2005), un programa emitido por Canal Sur que presentó con Ivonne Reyes.
Ha escrito los libros Yo soy aquel negrito, dedicado a repasar los spots de televisión más emblemáticos, El cocherito, leré, Cocina para vagos, y Tapas para vagos. Además ha publicado junto a su hijo dos libros ilustrados: La loca historia de España (Cúpula / Planeta) y ¡¡50 inventos y la mente que los parió!! (MR ediciones)
B
En 1967 se casó con Marita Giménez Romero y tuvieron un hijo, Guillermo.